# Platja de Misiego
La Platja de Misiego, se situa en la parròquia de Selorio, en el concejo de Villaviciosa, Astúries, dins del que es coneix com a Costa verda o Costa Oriental d'Astúries.

## Descripció
És una extensa platja rectilínia, d'aigües tranquil·les i perillositat baixa, la qual cosa la fa ser molt concorreguda durant els mesos d'estiu. Malgrat això només explica com a serveis papereres i el servei de neteja, així com telèfon i senyalització de perill; a l'estiu compta també amb equip de salvament.
Se situa al centre de la ria de Villaviciosa, espai catalogat com a Reserva Natural Parcial.